# 709事件
中国709人権派弁護士大量逮捕事件（、中国語: 中國709維權律師大抓捕事件）とは、2015年夏に引き起こされた中華人民共和国の弁護士および人権活動家に対する全国的な弾圧である。2015年7月9日の木曜日に開始されたため、709事件（、中国語: 709案）や暗黒の木曜日として知られる。

## 概要
2015年7月9日以降、約300人以上が一斉拘束された。人権派弁護士たちは窓のない独房で長時間身体に負荷がかかる姿勢をとらせるなどの拷問を受けたとされる。
ヒューマン・ライツ・ウォッチの王亚秋は、「709の弾圧は、中国の権利擁護運動に大打撃を与えました。権利を主張する弁護士が投獄されたり、資格を剥奪されたり、監視下に置かれたりすることで、中国の権利擁護運動は大幅に縮小しました」と述べている。

## 標的
取り締まりの影響を受けた著名人の一部を以下に示す。
- 2015年に拉致された人権弁護士の李和平（中国語版）は、その後2017年4月に禁固刑を科され[6] 、2017年5月に釈放された[7]。このとき李は法務への従事やメディア取材に応じないことを誓う文書に署名させられている[8]。
- 気功集団「法輪功」メンバーの弁護や土地を奪われた農民の支援をしてきた弁護士の王全璋（中国語版）は[9]、2015年8月に逮捕され、2018年12月から2019年1月まで裁判にかけられ、国家転覆罪で懲役4.5年の判決を下され[10] 、2020年4月4日に刑務所から釈放された。当局により、2週間のCOVID-19隔離期間のため、当局によって済南市の旧居に移された。（王の妻は、自宅軟禁状態に保つための口実として政府が感染症流行を利用したと信じている）[11]。釈放後も当局者による監視を受けている王は、拘禁された時の様子を「1カ月間、毎日朝6時から夜10時まで両手を上げたまま立たされた。長期間睡眠を妨害されたり、トイレに行かせてもらえなかったり、人体実験のようだった」と語り、暗室で自白を強要され日常的に暴言や殴打を受けたと主張している[12][13]。
- 国家分裂罪で無期懲役判決を受けたウイグル族の学者イリハム・トフティの弁護を担当するなど「中国で最も勇敢な弁護士」と称された弁護士の王宇（中国語版）は、政府転覆を扇動したとして起訴され、2016年に保釈された[14]。王はその後も欧米の政治家・外交官や国内の人権関係者と会うたびに当局から警告を受けており、2019年３月にも在北京米国大使館前の路上で拘束・連行されている。このとき王は大使館の招きに応じてイベントに参加しようとしていた[15]。
- 「超級低俗屠夫」のハンドルネームで活動していた人権活動家の吴淦は、2017年12月に8年の実刑判決を受けた[16]。
- 活動家の向莉は、取り締まり中に中国から出国を禁じられていたが、2018年1月にタイへ密出国した[17]。

ドイチェ・ヴェレの報道によると、2020年6月17日、王全璋を擁護し、公然と習近平の罷免や法制度・政治制度の改革を求めていた余文生が、懲役4年、3年間の政治的権利の剥奪の刑を言い渡された。